# Чемпіонат Івано-Франківської області з футболу
Чемпіонат Івано-Франківської області з футболу — краєві футбольні змагання серед аматорських команд Івано-Франківщини. На сучасному етапі чемпіонат проходить під егідою Івано-Франківської обласної асоціації футболу.
Попередники: чемпіонат Станиславівської окружної ліги Польського футбольного союзу (пол. Liga okręgowa Stanisławowskiego Okręgowiego Związka Piłki Nożnej) — 1934—1939, першості Станиславівського Українського Окружного Комітету та Українського центрального комітету (1942—1944).

## Історія аматорського футболу Івано-Франківщини
Футбольний рух на Івано-Франківщині зароджується в другій половині 1900-х років. Це знайшло свій вияв у заснуванні в 1908 році у тогочасному Станиславові перших футбольних клубів австрійської доби — польської «Ревери» та єврейського «Гакоаху». У міжвоєнний період на території Станиславівського воєводства налічувалося кілька десятків футбольних колективів, які, зазвичай, створювали за національною ознакою. Окрім згаданих вище клубів, помітне місце на футбольній карті краю у ту пору також посідали: польські команди — «Станиславовія» (Станиславів), «Стшелец Гурка» (Станиславів), «Стшелєц Раз Два Тши» (Станиславів), «Покуццє» (Коломия), ТЕСП (Калуш), Бистшиця (Надвірна), КСЗН (Ріпне); українські — «Пролом» (Станиславів), «Бескид» (Надвірна), «Зоря» (Калуш); єврейські — «Адміра» (Станиславів), «Гакоах» (Надвірна), «Дрор» (Коломия), «Маккабі» (Городенка). Усі ці команди були членами Польського футбольного союзу (пол. Polski Związek Piłki Nożnej). До 1933 року включно клуби Станиславівщини виступали в турнірах, які організовував Львівський окружний футбольний союз.
Перший автономний чемпіонат з футболу на території, яка в сучасних умовах знаходиться в кордонах Івано-Франківської області, а тоді більша її частина складала терени Станиславівського воєводства, відбувся в 1934 році. Це стало можливим після створення навесні згаданого року окремої Станиславівської окружної ліги Польського футбольного союзу. Дана спортивна структура встигла за час свого існування організувати 6 краєвих першостей, а самі змагання проходили в трьох класах (лігах) — «А», «Б» і «Ц».
Слід сказати, що у 1920-х — 1930-х роках керівництво близько двох десятків українських команд Станиславівщини вирішило з політичних мотивів не оформлювати своє членство у Польському футбольному союзі та не брати участі в турнірах, організованих його краєвими структурами. Натомість ці колективи («Буй-Тур» Станиславів, УСК Станиславів, «Сокіл ІІІ» Станиславів, «Вихор» Ямниця, «Пробій» Городенка, «Сокіл» Богородчани, «Сокіл» Коломия, «Чайка» Калуш, «Сокіл» Кути, «Роксоляна» Рогатин, «Прут» Делятин та ін.) в різний час виступали у змаганнях Українського спортового союзу. 
У вересні 1939-го в результаті радянської анексії західноукраїнських земель на Прикарпаття приходить нова влада. Її органи починають численні перетворення в різних галузях життя, в тому числі реформуючи й фізкультурно-спортивну сферу. За короткий час назавжди зникають спортивні товариства і футбольні клуби «австрійських» і «польських» часів. Натомість на території новоутвореної Станіславської області з'являються уніфіковані відомчі та позавідомчі добровільні об'єднання, які утворювалися як низові структури відповідних спортивних товариств всесоюзного чи республіканського рівня, і представляли працівників відповідних галузей народного господарства. Саме такі ДСТ (серед них «Спартак», «Динамо», «Буревісник», «Локомотив», «Іскра», «Харчовик» та ін.) організували на Прикарпатті у своїх структурах на місцях цілу мережу, переважно однойменних, футбольних команд. Однак до початку німецько-радянської війни організувати повноцінний обласний футбольний чемпіонат радянська влада так і не спромоглася. 
У 1941–1944 роках на окупованій німцями території Станіславщини футбольне життя не припинилося. Нові місцеві команди (станиславівські «Черник» і «Заграва», коломийський «Довбуш», надвірнянський «Бескид», ямницький «Вихор», крихівецька «Хортиця» та ін.) долучилися 1942 року до участі в турнірі Станиславівського Українського Окружного Комітету, а кращі з них — до чемпіонату Галичини 1943 року, що проходив під егідою Українського центрального комітету.
Після завершення Другої світової війни у 1940-х —1950-х організацією краєвих першостей на Прикарпатті займалася обласна Секція футболу, а надалі аж до початку 1990-х — обласна Федерація футболу. Обидві були структурними одиницями облспорткомітету. 
Від 23 грудня 1990 року Івано-Франківська обласна федерація футболу стала самостійним госпрозрахунковим громадським об'єднанням, на яке покладено завдання з організації та проведення офіційних аматорських змагань краю. 2019 року федерацію було перейменовано на Івано-Франківську обласну асоціацію футболу. 

## Переможці всіх чемпіонатів

### Чемпіонат Станиславівського окружного футбольного союзу
| Рік     | Чемпіон                       | 2 місце                       | 3 місце                       | Найкращий бомбардир     |
| 1934    | «Ревера» (Станиславів)        | «Стшелец-Гурка» (Станиславів) | «Станиславовія» (Станиславів) |                         |
| 1935    | «Ревера» (Станиславів)        | «Стшелец-Гурка» (Станиславів) | «Станиславовія» (Станиславів) |                         |
| 1936    | «Погонь» (Стрий)              | «Стшелец-Гурка» (Станиславів) | КСЗН (Ріпне)                  |                         |
| 1936/37 | «Ревера» (Станиславів)        | «Стшелец-Гурка» (Станиславів) | КСЗН (Ріпне)                  |                         |
| 1937/38 | «Ревера» (Станиславів)        | КСЗН (Ріпне)                  | «Стшелец-Гурка» (Станиславів) |                         |
| 1938/39 | «Стшелец-Гурка» (Станиславів) | «Ревера» (Станиславів)        | КСЗН (Ріпне)                  |                         |
| 1939/40 | чемпіонат не розпочався       | чемпіонат не розпочався       | чемпіонат не розпочався       | чемпіонат не розпочався |

### Чемпіонат Івано-Франківської (Станіславської) області з футболу
| Рік      | Чемпіон                         | 2 місце                                   | 3 місце                                   | Найкращий бомбардир                                                                    |
| 1945     | «Іскра» (Коломия)               |                                           |                                           |                                                                                        |
| 1946     | «Спартак» (Станіслав)           |                                           |                                           |                                                                                        |
| 1947     | Збірна Калуша                   | «Медик» (Станіслав)                       |                                           |                                                                                        |
| 1948     | «Динамо» (Станіслав)            |                                           |                                           |                                                                                        |
| 1949     | «Спартак» (Станіслав)           | «Динамо» (Станіслав)                      |                                           |                                                                                        |
| 1950     | ДТСАРМ (Станіслав)              | «Спартак» (Станіслав)                     | «Хімік» (Калуш)                           |                                                                                        |
| 1951     | «Спартак» (Станіслав)           | ДТСААФ (Станіслав)                        |                                           |                                                                                        |
| 1952     | «Хімік» (Калуш)                 | «Нафтовик» (Надвірна)                     | «Іскра» (Коломия)                         |                                                                                        |
| 1953     | «Спартак» (Станіслав)           | «Іскра» (Станіслав)                       |                                           |                                                                                        |
| 1954     | «Іскра» (Коломия)               | «Локомотив» (Станіслав)                   |                                           |                                                                                        |
| 1955     | «Хімік» (Калуш)                 | «Буревісник» (Коломия)                    | «Локомотив» (Станіслав)                   |                                                                                        |
| 1956     | «Буревісник» (Коломия)          | «Колгоспник» (Ямниця)                     |                                           |                                                                                        |
| 1957     | «Хімік» (Калуш)                 |                                           |                                           |                                                                                        |
| 1958     | «Хімік» (Калуш)                 | «Харчовик» (Станіслав)                    | «Авангард» (Коломия)                      |                                                                                        |
| 1959     | «Хімік» (Калуш)                 | «Авангард» (Коломия)                      | «Метеор» (Станіслав)                      |                                                                                        |
| 1960     | «Хімік» (Калуш)                 | «Авангард» (Коломия)                      | «Нафтовик» (Долина)                       |                                                                                        |
| 1961     | «Хімік» (Калуш)                 | «Нафтовик» (Долина)                       |                                           |                                                                                        |
| 1962     | ЛК «Осмолода» (Перегінське)     | «Нафтовик» (Надвірна)                     | «Нафтовик» (Долина)                       |                                                                                        |
| 1963     | «Нафтовик» (Надвірна)           | «Нафтовик» (Долина)                       | «Карпати» (Брошнів-Осада)                 |                                                                                        |
| 1964     | «Нафтовик» (Долина)             | «Нафтовик» (Надвірна)                     | «Карпати» (Брошнів-Осада)                 |                                                                                        |
| 1965     | «Нафтовик» (Надвірна)           | «Карпати» (Брошнів-Осада)                 | «Хімік» (Калуш)                           |                                                                                        |
| 1966     | «Хімік» (Калуш)                 | «Нафтовик» (Надвірна)                     | «Карпати» (Коломия)                       |                                                                                        |
| 1967     | «Хімік» (Калуш)                 | «Нафтовик» (Надвірна)                     | ДРЕС (Бурштин)                            |                                                                                        |
| 1968     | «Карпати» (Коломия)             | «Хімік» (Калуш)                           | «Нафтовик» (Надвірна)                     |                                                                                        |
| 1969     | «Хімік» (Калуш)                 | «Карпати» (Коломия)                       | «Будівельник» (Калуш)                     |                                                                                        |
| 1970     | «Будівельник» (Калуш)           | «Нафтовик» (Надвірна)                     | «Хімік» (Калуш)                           |                                                                                        |
| 1971     | «Прилад» (Івано-Франківськ)     | «Будівельник» (Калуш)                     | «Хімік» (Калуш)                           |                                                                                        |
| 1972     | «Електрон» (Івано-Франківськ)   | «Хімік» (Калуш)                           | «Будівельник» (Калуш)                     |                                                                                        |
| 1973     | «Електрон» (Івано-Франківськ)   | «Хімік» (Калуш)                           | «Сільмаш» (Коломия)                       |                                                                                        |
| 1974     | «Електрон» (Івано-Франківськ)   | «Хімік» (Калуш)                           | «Карпати» (Брошнів-Осада)                 |                                                                                        |
| 1975     | «Хімік» (Калуш)                 | «Нафтовик» (Долина)                       | «Сільмаш» (Коломия)                       |                                                                                        |
| 1976     | «Електрон» (Івано-Франківськ)   | «СК ім. Руднєва» (Івано-Франківськ)       | «Колос» Хотінь (Калуш)                    |                                                                                        |
| 1977     | «Електрон» (Івано-Франківськ)   | «Нафтовик» (Долина)                       | «Сільмаш» (Коломия)                       |                                                                                        |
| 1978     | «Хімік» (Калуш)                 | «Нафтовик» (Долина)                       | «Електрон» (Івано-Франківськ)             |                                                                                        |
| 1979     | «Нафтовик» (Долина)             | «Електрон» (Івано-Франківськ)             | «Хімік» (Калуш)                           |                                                                                        |
| 1980     | «Нафтовик» (Долина)             | «Хімік» (Калуш)                           | «Електрон» (Івано-Франківськ)             |                                                                                        |
| 1981     | «Локомотив» (Івано-Франківськ)  | «Хімік» (Калуш)                           | «Нафтовик» (Долина)                       |                                                                                        |
| 1982     | «Локомотив» (Івано-Франківськ)  | «Хімік» (Калуш)                           | «СК ім. Руднєва» (Івано-Франківськ)       |                                                                                        |
| 1983     | «Нафтовик» (Долина)             | «Сільмаш» (Коломия)                       | «Хімік» (Калуш)                           |                                                                                        |
| 1984     | «Нафтовик» (Долина)             | «Електрон» (Івано-Франківськ)             | «Сільмаш» (Коломия)                       |                                                                                        |
| 1985     | «Електрон» (Івано-Франківськ)   | «Сільмаш» (Коломия)                       | «Металіст» (Івано-Франківськ)             |                                                                                        |
| 1986     | «Колос» (Голинь)                | «Нафтовик» (Долина)                       | «Маяк» (Богородчани)                      |                                                                                        |
| 1987     | «Колос» (Голинь)                | «Нафтовик» (Долина)                       | «Бистриця» (Надвірна)                     |                                                                                        |
| 1988     | «Бистриця» (Надвірна)           | «Колос» (Голинь)                          | «Нафтовик» (Долина)                       |                                                                                        |
| 1989     | «Нафтовик» (Долина)             | «Колос» (Голинь-Калуш)                    | «Електрооснастка» (Коломия)               |                                                                                        |
| 1990     | «Нафтовик» (Долина)             | «Енергетик» (Бурштин)                     | «Галичина» (Голинь)                       |                                                                                        |
| 1991     | «Покуття» (Коломия)             | «Машинобудівник» (Івано-Франківськ)       | «Дружба» (Богородчани)                    | 27 — Павло Палій («Покуття» Коломия)                                                   |
| 1992     | «Хутровик» (Тисмениця)          | «Хімік» (Калуш)                           | «Бескид» (Надвірна)                       | 26 — Сергій Турянський («Хутровик» Тисмениця)                                          |
| 1992/93  | «Лімниця» (Перегінське)         | «Автоливмаш» (Івано-Франківськ)           | «Домобудівник» (Бурштин)                  |                                                                                        |
| 1993/94  | «Нафтовик» (Долина)             | «Пробій» (Городенка)                      | «Дружба» (Богородчани)                    | ? — Володимир Тирлич («Іскра» Ст. Кривотули) та Ігор Панчишин («Барва» Ів.-Франківськ) |
| 1994/95  | «Хімік» (Калуш)                 | «Енергетик» (Бурштин)                     | «Барва» (Івано-Франківськ)                | 15 — Тарас Кузик («Нива» Заболотів) та Олександр Стефанків («Енергетик» Бурштин)       |
| 1995/96  | «Автоливмаш» (Івано-Франківськ) | «Покуття» (Коломия)                       | «Нафтовик» (Долина)                       | 17 — Олександр Стефанків («Енергетик» Бурштин)                                         |
| 1996/97  | «Нафтовик» (Долина)             | «Енергетик» (Бурштин)                     | «Бистриця» (Богородчани)                  | 18 — Микола Трушко («Нафтовик» Долина)                                                 |
| 1997/98  | «Енергетик» (Бурштин)           | «Опілля» (Рогатин)                        | «Бескид» (Надвірна)                       | 19 — Микола Васильків («Бескид» Надвірна)                                              |
| 1998/99  | «Пробій» (Городенка)            | «Бескид» (Надвірна)                       | «Прикарпаття-2» (Івано-Франківськ)        | 22 — Ярослав Лютак («Пробій» Городенка)                                                |
| 1999 (о) | «Техно-Центр» (Рогатин)         | «БУКлайнс» (Королівка)                    | «Корона-КГД» (Івано-Франківськ)           | 21 — Дмитро Білоус («БУКлайнс» Королівка)                                              |
| 2000     | ФК «Королівка» (Королівка)      | «Корона-КГД» (Івано-Франківськ)           | «Тепловик» (Івано-Франківськ)             | 41 — Володимир Борисевич (ФК «Королівка»)                                              |
| 2001     | «Пробій» (Городенка)            | «Дельта» (Гвіздець)                       | «Бескид» (Надвірна)                       | 22 — Володимир Борисевич («Пробій» Городенка)                                          |
| 2002     | «Тепловик» (Івано-Франківськ)   | «Дельта» (Гвіздець)                       | «Захід» (Снятин)                          | 27 — Зіновій Василів («Тепловик» Ів.-Франківськ)                                       |
| 2003     | «Дельта» (Гвіздець)             | «Тепловик» (Івано-Франківськ)             | ФК «Королівка» (Королівка)                | 29 — Олександр Іванов («Покуття-КІПУ» Коломия)                                         |
| 2004     | «Дельта» (Гвіздець)             | ФК «Тужилів» (Тужилів)                    | «Тепловик» (Івано-Франківськ)             | 33 — Петро Русак («Тепловик» Ів.-Франківськ)                                           |
| 2005     | «Дельта» (Гвіздець)             | «Тепловик» (Івано-Франківськ)             | «Карпати» (Яремче)                        | 24 — Любомир Корнута («Дельта» Гвіздець)                                               |
| 2006     | «Цементник» (Ямниця)            | «Тепловик» (Івано-Франківськ)             | ФК «Тужилів» (Тужилів)                    | 23 — Роман Шайбан («Цементник» Ямниця)                                                 |
| 2007     | «Карпати» (Яремче)              | «Цементник» (Ямниця)                      | «Кадоган-Дельта» (Гвіздець)               | 24 — Любомир Корнута («Кадоган-Дельта» Гвіздець)                                       |
| 2008     | «Карпати» (Яремче)              | «Цементник» (Ямниця)                      | «Кадоган-Дельта» (Гвіздець)               | 19 — Роман Партан («Пробій» Городенка) та Анатолій Редушко («Цементник» Ямниця)        |
| 2009     | «Карпати» (Яремче)              | «Дельта» (Гвіздець)                       | «Тепловик» (Івано-Франківськ)             | 28 — Андрій Нестерук («Тепловик» Ів.-Франківськ)                                       |
| 2010     | «Карпати» (Печеніжин)           | «Тепловик» (Івано-Франківськ)             | «Карпати» (Яремче)                        | 26 — Анатолій Грицюк («Газовик» Богородчани)                                           |
| 2011     | «Карпати» (Коломия)             | «Придністров'я» (Тлумач)                  | «Тепловик» (Івано-Франківськ)             | 26 — Андрій Нестерук («Тепловик» Ів.-Франківськ)                                       |
| 2012     | «Карпати» (Яремче)              | «Газовик» (Богородчани)                   | «Карпати» (Коломия)                       | 29 — Олександр Микуляк («Газовик» Богородчани)                                         |
| 2013     | «Карпати» (Коломия)             | «Газовик» (Богородчани)                   | «Кроно-Карпати» (Брошнів-Осада)           | 26 — Роман Ромаш («Гуцульщина» Косів)                                                  |
| 2014     | «Карпати» (Брошнів-Осада)       | ФК «Перегінське» (Перегінське)            | «Придністров'я» (Тлумач)                  | 15 — Худоб'як Ігор («ГалВапно» Галич)                                                  |
| 2015     | «Оскар» (Підгір'я)              | «Карпати» (Брошнів-Осада)                 | «Карпати» (Коломия)                       | 23 — Ігор Цимбалістий («Оскар» Підгір'я)                                               |
| 2016 (в) | «Оскар» (Підгір'я)              | «Карпати» (Брошнів-Осада)                 | «Карпати» (Коломия)                       | 13 — Ігор Цимбалістий («Оскар» Підгір'я)                                               |
| 2016/17  | «Карпати» (Коломия)             | «Колос Городенківщини» (Городенка)        | ФК «Калуш» (Калуш)                        | 18 — Іван Максим'юк (ФК «Битків»)                                                      |
| 2017/18  | ФК «Галич» (Галич)              | «Нафтовик» (Долина)                       | «Карпати» (Брошнів-Осада)                 | 27 — Роман Барчук (ФК «Галич»)                                                         |
| 2018/19  | «Нафтовик» (Долина)             | «Карпати» (Брошнів-Осада)                 | «Прикарпаття-Тепловик» (Івано-Франківськ) | 12 — Олександр Солдатенко («Прикарпаття-Тепловик»)                                     |
| 2019/20  | «Покуття» (Коломия)             | «Нафтовик» (Долина)                       | «Карпати» (Брошнів-Осада)                 | 9 — Ростислав Романишин («Карпати» Брошнів-Осада)                                      |
| 2020/21  | «Ураган» (Черніїв)              | «Прикарпаття-Тепловик» (Івано-Франківськ) | «Сокільське» (Тюдів)                      | 13 — Андрій Боднарук («Ніка-Вовчинець» Ів.-Франківськ)                                 |
| 2021/22  |                                 |                                           |                                           |                                                                                        |
| 2022/23  | ФК «Вільхівці» (Вільхівці)      | «Благо-Юність» (Верхня)                   | «Гарда» (Калуш)                           | 22 — Андрій Боднарук (ФК «Вільхівці»)                                                  |
| 2023/24  | «Благо-Юність» (Верхня)         | ФК «Вільхівці» (Вільхівці)                | «Пробій» (Городенка)                      | 12 — Алішер Якубов («Ураган» Черніїв)                                                  |
| 2024/25  |                                 |                                           |                                           |                                                                                        |

## Статистика
- 13 разів — «Хімік» (Калуш)
- 10 разів — «Нафтовик» (Долина)
- 7 разів — «Електрон» (Івано-Франківськ)
- 4 рази — «Ревера» (Станиславів)
«Спартак» (Станиславів)
«Сільмаш» (Коломия)
«Карпати» (Яремче)
«Карпати» (Коломия)

- 3 рази — «Бистриця» (Надвірна)
«Дельта» (Гвіздець)

- 2 рази — «Колос» (Голинь)

«Лімниця» (Перегінське)
«Локомотив» (Івано-Франківськ)
«Пробій» (Городенка)
«Оскар» (Підгір'я)
«Покуття» (Коломия)
- 1 раз — «Автоливмаш» (Івано-Франківськ)

«Благо-Юність» (Верхня)
«Будівельник» (Калуш)
«Динамо» (Станіслав)
ДТСАРМ (Станіслав)
«Енергетик» (Бурштин)
Збірна Калуша
«Карпати» (Брошнів-Осада)
«Погонь» (Стрий)
«Стшелєц-Гурка» (Станиславів)
«Тепловик» (Івано-Франківськ)
«Техно-Центр» (Рогатин)
«Ураган» (Черніїв)
ФК «Вільхівці» (Вільхівці)
ФК «Галич» (Галич)
ФК «Королівка» (Королівка)
«Хутровик» (Тисмениця)
«Цементник» (Ямниця)